# Ligustersläktet
Ligustersläktet (Ligustrum): är ett växtsläkte i familjen syrenväxter med ca 45 arter i Europa, Asien och Australien. Flera arter odlas som trädgårdsväxter i Sverige.
Släktet innehåller buskar och små träd, lövfällande eller städsegröna. Bladen är motsatta, enkla med korta bladskaft, helbräddade. Blomställningen är toppställd och består av klasar med knippen av blommor. Blommorna är tvåkönade, skaftlösa eller på korta skaft. Fodret är klocklikt, trubbigt eller fyrflikigt, kvarsittande. Kronan är vit till gräddvit, rörformad eller trattlik med utbrett bräm, fyrflikig. Ståndarna är två, knapparna gula eller purpur. Pistillen är tvådelad och kortare än ståndarna. Frukten är ett bär med 1-4 frön.
De är närstående syrensläktet (Syringa) men har köttiga bär och inte torra kapslar som syren-arterna har.

## Arter
Arter enligt Catalogue of Life (se även Taxobox till höger)
- Ligustrum amurense
- Ligustrum ibota
- Ligustrum japonicum
- Ligustrum lucidum
- Ligustrum obtusifolium
- bredbladig liguster (Ligustrum ovalifolium)
- Ligustrum quihoui
- Ligustrum robustum
- Ligustrum sempervirens
- Ligustrum sinense
- Ligustrum tschonoskii
- liguster (Ligustrum vulgare)

## Bildgalleri

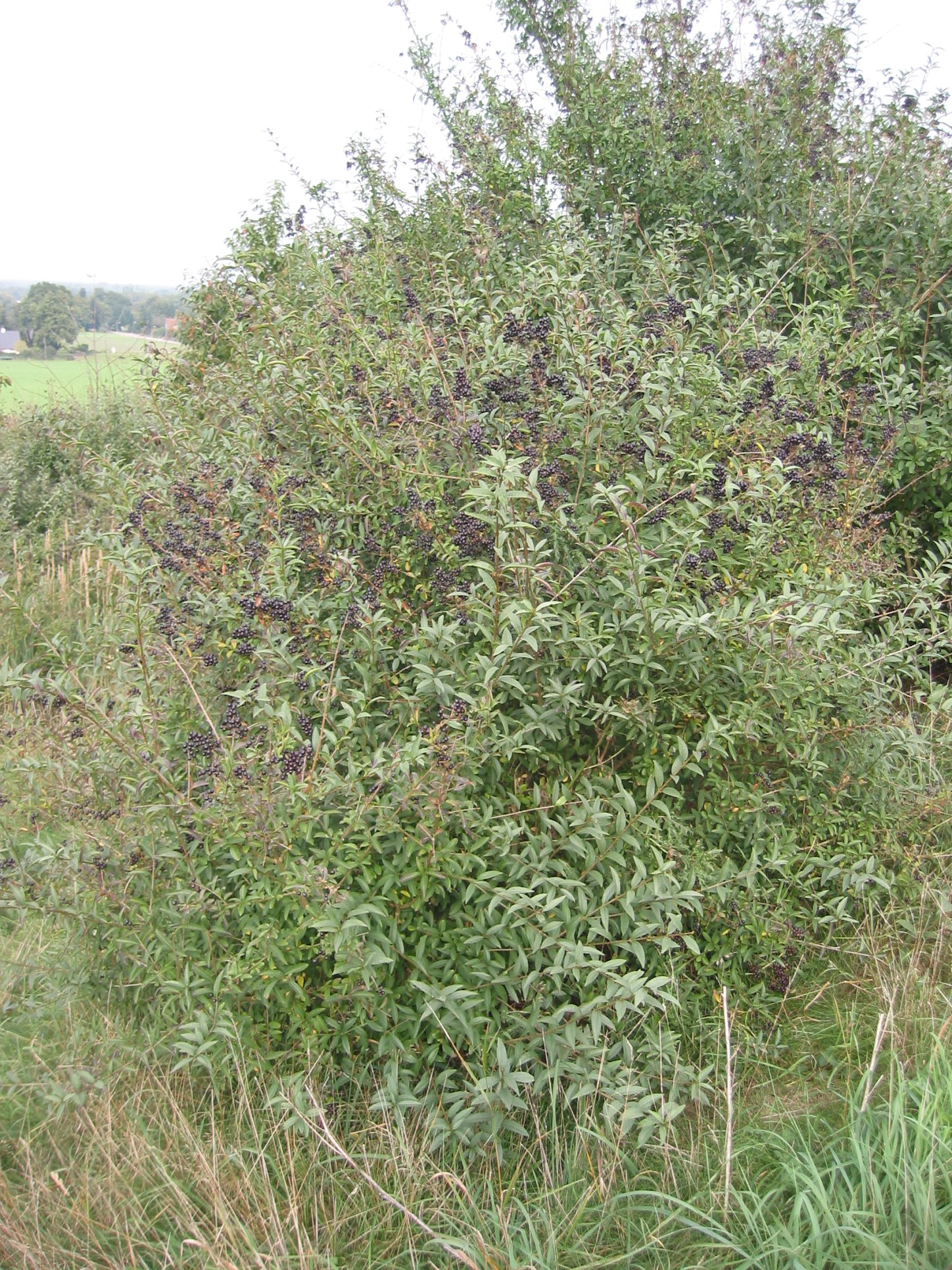

### Webbkällor
Flora of China - Ligustrum
</references>